# Euxoa deficiens
Euxoa deficiens là một loài bướm đêm trong họ Noctuidae.